# Тиморська патака
Тиморська патака (порт. Pataca de Timor Português) - грошова одиниця Португальського Тимору з 1894 (фактично з 1912) по 1959.

## Історія
До введення патаки в обігу перебував португальський реал, а також різні іноземні монети. Крім португальських банкнот, зверталися банкноти Банку Яви ( Голландської Ост-Індії ) та банків Гонконгу та Шанхаю.
У 1894 грошовою одиницею оголошено патаку (= 450 португальським реалам), проте грошові знаки в патаках не були випущені. Як патаку використовувалося срібне мексиканське песо, до якого патака була прирівняна.
У 1900 на мексиканські песо ставилася надкарбування у вигляді хреста. У січні 1906 філія Національного заморського банку в Макао розпочала випуск банкнот у патаках Макао, які зверталися і на Тиморі.
У 1912 в Ділі відкрито агентство Національного заморського банку, що почало того ж року випуск банкнот. Спочатку випускалися банкноти філії Національного заморського банку в Макао з надруками Pagavel em Dilly-Timor або Pagavel em Timor. Випуск власних банкнот, датованих 1 січня 1910, агентство почало в березні 1915.
У лютому 1942 Тимор окупований Японією. У тому ж році в обіг випущено японський окупаційний гульден, а в 1944 - японська окупаційна рупія.
У 1945, з відновленням португальської колоніальної адміністрації, відновлено випуск патаки, того ж року розпочато карбування тиморських монет в аво. Було встановлено курс до португальського ескудо: 5,50 патаки = 1 ескудо. В 1949 курс був змінений: 5 патак = 1 ескудо. У 1951 припинено карбування монет для Тимора.
1 січня 1959 замість патаки введено тиморський ескудо, прирівняний до португальського ескудо. Обмін проводився у співвідношенні: 5,60 патаки = 1 ескудо.

## Монети та банкноти
Випускалися банкноти у 5, 10, 50 аво, 1, 5, 10, 20, 25, 100 патак.
Чеканились монети в 10, 20 і 50 аво.